# H 사일런트 홈 시스템
H 사일런트 홈 시스템은 소음 저감 및 중량충격음을 저감시키는 바닥구조시스템이다.

## 상세
2021년 5월 19일, 현대건설이 처음 공개했다. 골조인 슬래브와 바닥 마감재 사이에 들어가는 완충재와 온돌층에 각각 고성능 소재가 적용됐다. 완충재는 탄성 특성이 서로 다른 폴리에스터와 폴리우레탄을 조합해 기존 자재 대비 진동 억제 및 충격 흡수 기능을 향상시켰다. 또한 완충재 속 특수 소재는 바닥 시스템의 고유 진동수를 조정해 저주파 충격 진동 전달을 차단한다. 온돌층은 기존의 경량 기포 콘크리트와 일반 모르타르를 모두 고밀도 및 고강도 모르타르로 변경해 적용됐다. 제철소에서 나오는 슬래그를 재활용해 기존 온돌층 대비 질량을 높여 진동 특성을 변경했다.

## 같이 보기
- 현대자동차그룹
- 현대건설